# Megablitz
Megablitz ist eine Stahlachterbahn vom Modell Custom MK-700 des Herstellers Vekoma. Sie wurde 1994 im Bereich Nr. 145 des Wiener Wurstelpraters im 2. Wiener Gemeindebezirk Leopoldstadt eröffnet. Sie ersetzte damit Cortina Bob, eine Stahlachterbahn vom Typ Jet Star, die seit 1969 an dieser Stelle betrieben worden war. Die Firma Neufeld Vergnügungsbetriebe GmbH ist die Eigentümerin der Bahn.
Die Kreation von Werner Stengel besitzt 550 Streckenmeter und erreicht eine Höhe von 19 m. Als maximale Beschleunigung wirken 4,8 g.

## Züge
Die Züge von Megablitz besitzen jeweils drei Wagen. In jedem Wagen können zwei Personen hintereinander Platz nehmen.